# The Seatbelts
The Seatbelts (シートベルツ ShītoBerutsu?, también conocidos como SEATBELTS) (cinturones de seguridad, en inglés) es una banda japonesa de blues/jazz dirigida por la compositora e instrumentista Yōko Kanno. El nombre de la banda derivó de una advertencia dada en el anime Cowboy Bebop a los artistas o grupos al momento de tocar un hardcore jam y llevar puesto cinturón de seguridad. 
El grupo realizó toda la banda sonora de la serie de anime Cowboy Bebop y produjo un total de siete álbumes y un DVD en vivo. Su estilo es muy variado y va desde big band hasta el jazz, el blues, baladas acústicas, hard rock, country y funk, hasta la música electrónica, el hip-hop y composiciones experimentales.
No tienen vocalista ya que la banda se dedica a música esencialmente instrumental. No obstante, Steve Conte (The Contes y Crown Jewels) y Mai Yamane han participado y cantado en muchas de sus canciones. Las letras de estas canciones fueron escritas principalmente por Tim Jensen y Yōko Kanno. Los cantantes Soichiro Otsuka y Gabriela Robin (probable pseudónimo de Kanno) son responsables de las voces secundarias en canciones como "Blue".
Tras varios años inactivos, The Seatbelts volvieron a juntarse en 2004 para realizar la banda sonora del segundo videojuego de Cowboy Bebop.
Algunos integrantes anteriores de The Seatbelts han trabajado con Kanno en otros proyectos, y algunos han compuesto trabajos propios. Por ejemplo, el guitarrista Tsuneo Imahori tocó en la banda sonora de Ghost in the Shell: Stand Alone Complex y Wolf's Rain (compuestos por Yōko Kanno), y así como también en la composición de bandas sonoras para Trigun y Gungrave.

## Músicos de The Seatbelts

### Músicos japoneses
- Batería: Yasuo Sano, Akira Sotoyama
- Bajo: Hitoshi Watanabe, Maki Kitada, Suzuki Bakabon
- Guitarra: Tsuneo Imahori, Masayoshi Furukawa
- Percusión: Mataro Misawa, Ikuo Kakehashi, Yoichi Okabe
- Trompeta: Koshi Nishimura, Koshio Araki, Yusuke Hayashi, Akio Terashima
- Trombón: Yoichi Murata, Satoshi Kawano, Hideaki Nakaji, Yoshiaka Hashimoto, Masanori Hirohara, Junko Yamashiro
- Saxofón: Masato Honda, Shigeo Fuchino, Masakuni Takeno, Takuo Yamamoto, Osamu Koike, Naruyoshi Kikuchi
- Flauta: Hideyo Takakuwa, Kazuhiro Iwasa, Mika Hayashi
- Tuba: Kiyoshi Sato
- Armónica: Nubuo Yagi, Ryuichiro Senoo
- Sintetizador: Keishi Urata
- Productor/Compositor/Arreglos/Teclados/Ruidos/Voces: Yōko Kanno
- Grabación y mezcla: Masashi Yabuhara

### Músicos de Nueva York
- Batería: Jim Mussen, Bobby Previte, Tony Reedus
- Guitarra: Stuw Cutler
- Piano : Mark Soskin
- Bajo: Booker King
- Trompeta: Steven Bernstein
- Trombón: Josh Roseman
- Saxofón soprano: Steve Wilson
- Saxofón alto: Bob Debellis
- Saxofón tenor: Paul Shapiro
- Saxofón barítono: Jim Hartog
- Djembe: Mike Wimberly, Jonh McDowell
- Armónica: Bill Lynas
- Coro: Paule McWilliams, Nicki Richards, Sharon Bryant-Gallwey, Lisa Fischer
- Grabación y mezcla: Rudy Van Gelder

### Músicos de París
- Guitarra: Pierre Bensusan
- Percusión y voces: Sydney Thiam, Michel Reman, David Mirandon, Philippe Drai, Phillipe Nalry, Thierry Boucou
- Grabación y mezcla: Dupouy Christophe

### Vocalistas
| - Carla Vallet - Tim Jensen |  | - Mai Yamane - Steve Conte |  | - Masaaki Endou - Gabriela Robin |  | - Masayoshi Furukawa - Tulivu-Donna Cumberbatch |  | - Aoi Tada - Raj Ramayya |  | - Hassan Bohmide - Scott Matthew |

- Emily Bindiger

## Discografía

### Cowboy Bebop (1998)
Cowboy Bebop es el primer álbum creado para la serie Cowboy Bebop y el más fácil de catalogar en términos de género, registrándose como un álbum de bebop. Este álbum comienza con el tema de apertura de la serie Tank!. Se incluye el tema Bad Dog No Biscuits, que inicia como un cover de la canción Midtown de Tom Waits, antes de convertirse en una interpretación salvaje. La musicalidad sin precedentes y el virtuosismo hacen de esta una de las pocas bandas sonoras para un programa de televisión que logró una puntuación cinco estrellas en el sitio AllMusicGuide.
| Track Listing |                                 |          |  |
| N.º           | Título                          | Duración |  |
| 1.            | «Tank!»                         | 3:30     |  |
| 2.            | «Rush»                          | 3:34     |  |
| 3.            | «Spokey Dokey»                  | 4:04     |  |
| 4.            | «Bad Dog No Biscuits»           | 4:09     |  |
| 5.            | «Cat Blues»                     | 2:35     |  |
| 6.            | «Cosmos»                        | 1:36     |  |
| 7.            | «Space Lion»                    | 7:10     |  |
| 8.            | «Waltz for Zizi»                | 3:29     |  |
| 9.            | «Piano Black»                   | 2:47     |  |
| 10.           | «Pot City»                      | 2:14     |  |
| 11.           | «Too Good Too Bad»              | 2:34     |  |
| 12.           | «Car24»                         | 2:49     |  |
| 13.           | «The Egg And I»                 | 2:42     |  |
| 14.           | «Felt Tip Pen»                  | 2:34     |  |
| 15.           | «Rain» (Steve Conte version)    | 3:23     |  |
| 16.           | «Digging My Potato»             | 2:24     |  |
| 17.           | «Memory» (Music box overdubbed) | 1:31     |  |

### Cowboy Bebop Vitaminless (1998)
| Track Listing |                              |          |  |
| N.º           | Título                       | Duración |  |
| 1.            | «The Real Folk Blues»        | 6:17     |  |
| 2.            | «Odd Ones»                   | 3:10     |  |
| 3.            | «Doggy Dog»                  | 3:16     |  |
| 4.            | «Cats On Mars»               | 2:45     |  |
| 5.            | «Spy»                        | 2:03     |  |
| 6.            | «Fantaisie Sign»             | 4:59     |  |
| 7.            | «Piano Bar 1»                | 3:23     |  |
| 8.            | «Black Coffee» (Bonus Track) | 3:14     |  |

### Cowboy Bebop No Disc (1998)
| Track Listing |                            |          |  |
| N.º           | Título                     | Duración |  |
| 1.            | «American Money»           | 1:07     |  |
| 2.            | «Fantaisie Sing»           | 5:09     |  |
| 3.            | «Don't Bother None»        | 3:39     |  |
| 4.            | «Vitamin A»                | 0:10     |  |
| 5.            | «Live in Baghdad»          | 3:22     |  |
| 6.            | «Cats on Mars»             | 2:44     |  |
| 7.            | «Want It All Back»         | 4:10     |  |
| 8.            | «Bindy»                    | 2:18     |  |
| 9.            | «You Make Me Cool»         | 3:11     |  |
| 10.           | «Vitamin B»                | 0:08     |  |
| 11.           | «Green Bird»               | 1:53     |  |
| 12.           | «Elm»                      | 5:04     |  |
| 13.           | «Vitamin C»                | 3:11     |  |
| 14.           | «Gateway»                  | 3:11     |  |
| 15.           | «The Singing Sea»          | 3:11     |  |
| 16.           | «The Egg and You»          | 3:42     |  |
| 17.           | «Forever Broke»            | 3:14     |  |
| 18.           | «Power of Kung Food Remix» | 5:28     |  |

### Otros álbumes musicales
1. Cowboy Bebop Blue (1999)
2. Ask DNA (2001)
3. Future Blues (2001)
4. Cowboy Bebop Tank! THE! BEST! (2004)

### Grabaciones en vivo
1. Future Blues DVD

### Misceláneos
1. Cowboy Bebop Remixes: Music for Freelance (1999)
2. Cowgirl Ed (2001)
3. Cowboy Bebop Boxed Set (2002)